# Лужки (заповідне урочище)
Лужки́ — заповідне урочище в Україні. Розташоване на території Калуського району Івано-Франківської області, на захід від села Осмолода. 
Площа 24 га. Статус отриманий у 1988 році. Перебуває у віданні ДП «Осмолодський лісгосп» (Осмолодське лісництво, квартал 9, виділ 29). 
Високопродуктивне насадження смереки з перемішкою бука, ялиці та явора. Вік 100 років. Схил південно-східний, 10 градусів. 
Структура лісу: 4См1Ял1Бк1Бер. Запас 440 кбм/га, середній діаметр стовбурів 30 см, висота 40 м, повнота 0,7. Бонітет = І. 
Аншлаг встановлено ГО Карпатські стежки у 2018 році.

## Див. також

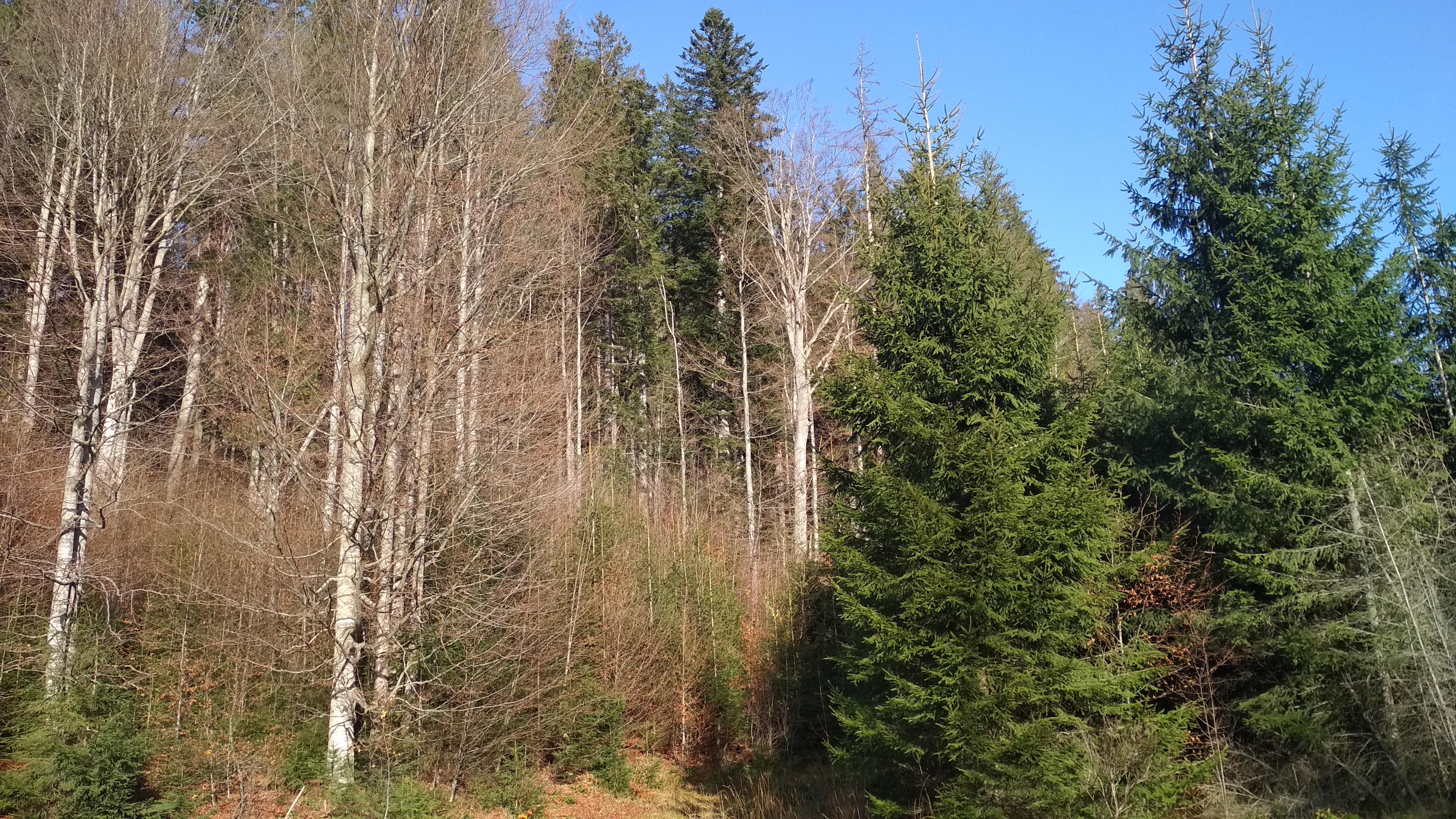